# Фомичёв, Андрей Владимирович (футболист)
Андрей Владимирович Фомичёв (19 августа 1967) — советский и российский футболист, нападающий. Сыграл более 350 матчей за белгородский «Салют».

## Биография
На взрослом уровне начал выступать в 1985 году в составе тульского «Арсенала», провёл в команде два сезона во второй лиге.
С 1989 года в течение одиннадцати сезонов играл за белгородский «Салют» (также команда носила названия «Энергомаш» и «Салют-ЮКОС»). Большую часть этого периода команда выступала во второй и третьей лигах СССР и России, один сезон (1992) — в первой лиге России. В первых трёх сезонах в команде футболист играл не результативно, забив всего один гол, позднее результативность повысилась и дважды форвард преодолевал отметку в 10 голов — 14 голов в 1993 году и 12 — в 1996 году. Всего футболист сыграл за белгородский клуб 359 матчей и забил 49 голов в первенствах страны. В Кубках СССР и России провёл не менее 8 матчей, но голами не отличился.